# Sbomeker
Sbomeker est un dieu méroïtique, on possède un hymne en son honneur, reprenant des épithètes traditionnelles d'Osiris.
Ce dieu créateur entouré de nombreux signes de vie ânkh est figuré anthropomorphe, avec la double couronne égyptienne, tenant devant lui un sceptre ouas et un curieux attribut.